# Birschan Schaqypow
Birschan Schaqypow [birʒan ʒɑqɯpov] (kasachisch Біржан Жақыпов, englisch auch Birzhan Zhakypov; * 7. Juli 1984 in Scharty-Tobe, Oblast Tschimkent, Kasachische SSR, UdSSR) ist ein Boxer aus Kasachstan. Er boxt im Halbfliegengewicht (bis 48 kg).

## Karriere
Erstmals machte Schaqypow bei den Boxweltmeisterschaften 2005 von sich reden. Hier schlug er im Viertelfinale den Türken Kadri Kordel, verlor dann aber im Halbfinale gegen den Ungarn Pál Bedák. Somit gewann er die Bronzemedaille bei diesem Wettkampf.
2007 schied er bei den Asienmeisterschaften im Viertelfinale gegen Zhou Shiming (CHN) aus und wurde Sechster. Bei den im selben Jahr stattfindenden Weltmeisterschaften in Chicago konnte er diesen Erfolg von 2005 nicht wiederholen. Nach einem Sieg gegen den Inder Balbir Singh im ersten Kampf, verlor er im zweiten gegen den späteren Weltmeister Zhou Shiming aus der Volksrepublik China. Als 17. konnte er sich somit nicht direkt für die Olympischen Spiele 2008 qualifizieren.
Beim 1. Asiatischen Olympiaqualifikationsturnier in Bangkok 2008 konnte er sich bis zum Finale durchkämpfen, wo er dann durch einen Sieg gegen den Usbeken Rafikjon Sultonov die Goldmedaille gewann. Gleichzeitig qualifizierte er sich damit im zweiten Anlauf für die Olympischen Spiele 2008.
Bei den Olympischen Spielen in Peking erreichte Schaqypow nach Siegen über Pál Bedák, (Ungarn), und dem Armenier Howhannes Danieljan das Viertelfinale, in welchem er wiederum gegen Zhou Shiming ausschied und den 5. Platz belegte.
Bei den Asienspielen 2009 schied Schaqypow bereits im ersten Kampf gegen den Mongolen Njambajaryn Tögstsogt aus und nahm nicht an den Weltmeisterschaften teil. Nach diesem schlechten Jahr konnte er aber 2010 wieder durchstarten, kam bis ins Finale der Asienmeisterschaften, wo er zum wiederholten Male gegen Zhou Shiming verlor. Trotzdem war die Silbermedaille ein großer Erfolg. Bei den Weltmeisterschaften im Folgejahr schied er bereits im ersten Kampf gegen den Kubaner Yosvany Veitía aus und musste daher wieder den Umweg über die kontinentale Qualifikation zu den Olympischen Spielen nehmen. Bei dieser belegte Schaqypow den ersten Platz und konnte somit zum zweiten Mal in seiner Karriere an den Olympischen Spielen teilnehmen. In London erreichte Schaqypow nach knappen Siegen über Jérémy Beccu (Frankreich) und Mark Anthony Barriga (Philippinen) das Viertelfinale, in welchem er aufs neue gegen Zhou Shiming ausschied und den 5. Platz belegte.
2013 gewann Schaqypow den Chemiepokal in Halle und nahm auch äußerst erfolgreich an den Weltmeisterschaften in Almaty teil. Hier gewann er nach Siegen u. a. gegen den Vizeeuropameister von 2011 Belik Galanow, Russland (3:0), den Studentenweltmeister 2013 Hasanboy Doʻsmatov, Usbekistan (3:0), Yosvany Veitía, Kuba, und den Gewinner der Mittelmeerspiele 2013 Mohamed Flissi, Algerien (3:0), die Goldmedaille.

### APB Pro Boxing
Seit dem November 2014 startet Schaqypow im neugegründeten Profibereich „APB“ des vom IOC anerkannten Weltverbandes AIBA. Im ersten Zyklus konnte er gegen Patrick Lourenco (Brasilien) und Leandro Blanc (Argentinien) gewinnen und verlor gegen Lü Bin (Volksrepublik China) und konnte sich somit nicht für das Finale im Halbfliegengewicht qualifizieren. Im zweiten Zyklus gewann Schagypow wiederum gegen Laurenco und den Kolumbianer Carlos Eduardo Quipo Pilataxi. Damit qualifizierte er sich für den Titelkampf gegen Lü Bin und löste gleichzeitig sein Ticket für die Olympischen Spiele 2016.